# Карась, Андрей Григорьевич
Карась Андрей Григорьевич (27 сентября 1918, дер. Александровка (оккупирована австро-венгерскими войсками), ныне — в составе Лозовского района Харьковской области, Украина — 2 января 1979, Москва) — советский военачальник, один из создателей ракетно-космических войск СССР, генерал-полковник (14.02.1978). Начальник Главного управления космических средств (ГУКОС) РВСН (1970—1979).

## Молодые годы
Из крестьянской семьи. Украинец. Рано остался сиротой, воспитывался дедом. Окончил Шатовскую сельскую начальную школу, семилетнюю школу в 1932 году, педагогический техникум в 1935 году. Окончил первый курс геодезического факультета Харьковского инженерно-строительного института в 1936 году.
В Красной армии с 1936 года. Окончил Одесское артиллерийское училище в 1938 году. С 1938 года — командир взвода, с 1941 года — командир батареи курсантов Подольского артиллерийского училища.

## Великая Отечественная война
В начале Великой Отечественной войны с августа по октябрь 1941 года был адъютантом командующего артиллерией Можайской линии обороны. С октября 1941 года и до Победы воевал в частях реактивной артиллерии (ГМЧ): начальник штаба 3-го дивизиона 12-го гвардейского минометного полка (1-го формирования), начальник штаба и командир 21-го отдельного гвардейского миномётного дивизиона (1941—1942); начальник инспекторского отделения Опергруппы Гвардейских минометных частей Западного фронта (ОГ ГМЧ ЗапФ) (05.09.1942—29.12.1942). В этих должностях участвовал в оборонительном и наступательном этапах битвы за Москву, особенно отличился в Тульской оборонительной, Тульской и Калужской наступательных операциях.
С конца декабря 1942 года и до Победы — командир 40-го гвардейского миномётного полка на Западном, Брянском, Ленинградском, 2-м Прибалтийском и 3-м Белорусском фронтах. Во главе полка участвовал в Жиздринской, Орловской, Брянской, Невельско-Городокской, Выборгской, Тартуской, Прибалтийской наступательных операциях и в блокаде Курляндской группировки врага.
За годы войны проявил себя умелым командиром и отважным офицером. Начал войну лейтенантом, окончил её подполковником (четырежды повышен в званиях). Награждён на фронте 6-ю боевыми орденами. Полк под его командованием получил почётное наименование «Таллинский» и был награждён орденом Богдана Хмельницкого.

## Послевоенная служба
После Победы был переведён с полком в состав Одесского военного округа, но вскоре молодой и перспективный командир полка был направлен на учёбу. Окончил факультет реактивного вооружения Военной артиллерийской инженерной академии имени Ф. Э. Дзержинского в 1951 году. С 1951 года служил на ракетном полигоне «Капустин-Яр»: начальник 1-го отдела штаба полигона (1951—1952), заместитель начальника штаба (1952—1953), начальник штаба полигона (1953—1956). В 1956 году — начальник штаба 5-го Научно-исследовательского испытательного полигона Министерства обороны СССР (более известного как космодром «Байконур»). В 1957—1959 годах — научный консультант НИИ-4 Министерства обороны СССР (город Юбилейный, Московская область), этот институт был выбран головной организацией по созданию полигонного измерительного комплекса для запусков космических ракет.
С 1959 года — начальник Центра по управлению работой и эксплуатацией измерительных средств космических объектов, который с 1962 года именовался Центром командно-измерительного комплекса — Центром КИК. Как первый начальник Центра КИКа обеспечил ввод в действие всех его систем. Центр не только руководил воинскими частями и техническими средствами, а также осуществлял функции телеконтроля и телеуправления космическими аппаратами. На базе Центра производились испытания космических аппаратов военного, научного и народно-хозяйственного назначения, выполнялась боевая практическая подготовка подразделений баллистического и телеметрического обеспечения космических аппаратов. Инициатор создания автоматизированной системы управления КИКа. Благодаря его усилиям был создан сначала космический филиал НИИ-4, а затем, на его базе, — ЦНИИ космических сил.
В 1965—1970 годах — начальник Центрального управления космических
средств (ЦУКОС) РВСН. С 1970 года до последних дней жизни — первый начальник созданного на его базе Главного управления космических средств (ГУКОС) РВСН. Внёс большой вклад в организацию военных космических сил РВСН СССР, в формирование частей космического назначения, в разработку и реализацию перспективных планов создания космического вооружения. Непосредственно участвовал во всех наиболее значимых запусках космических аппаратов, в том числе пилотируемых, начиная со старта Юрия Гагарина. Многократно назначался членом и председателем Государственных комиссий. Член Военного Совета РВСН (1965—1979).
Член ВКП(б)/КПСС с 1939 года.
Жил в Москве. Скончался 2 января 1979 года. Похоронен на Кунцевском кладбище.

## Награды
- Два ордена Ленина (17.06.1961, 1974)
- Два ордена Красного Знамени (22.02.1942, 16.07.1944)
- Орден Александра Невского (29.04.1943)
- Два ордена Отечественной войны 1-й степени (20.09.1943, 3.10.1944)
- Орден Отечественной войны 2-й степени (28.04.1943)
- Два ордена Красной Звезды (1952, 1956)
- Медаль «За боевые заслуги»
- Медаль «За победу над Германией в Великой Отечественной войне 1941-1945 гг.»
- Медаль «За оборону Москвы»
- Медаль «За безупречную службу» 1-й степени;
- Юбилейные медали
- Медаль «50 лет Монгольской народной армии» (Монголия)
- Медаль «За укрепление дружбы по оружию» 1-й степени (Чехословакия)
- Медаль «30 лет освобождения Чехословакии» (Чехословакия)
- Медаль «30 лет победы над фашистской Германией» (Болгария)
- Лауреат Государственной премии СССР (1970)

## Память
- На здании Центра управления КИК (командно-измерительного комплекса) в Голицыно-2 установлена мемориальная доска в память А. Г. Карася (1999).
- Почётный гражданин города Байконур (2001, посмертно).